# Supercell

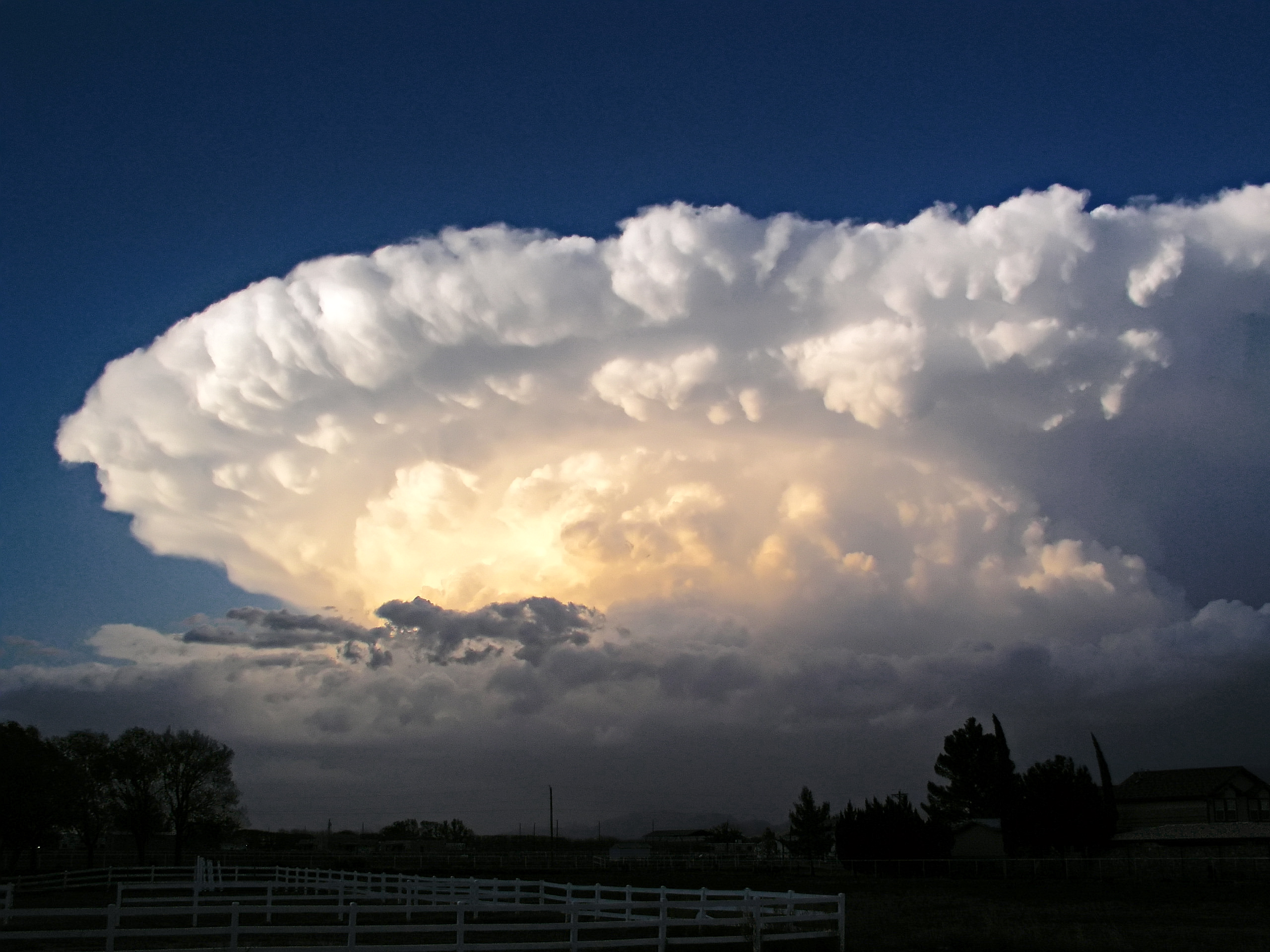
Denna supercell som drog fram över New Mexico år 2004 släppte stora hagel med en diameter på 5 cm och orsakade stora skador.

En supercell är ett cumulunimbusmoln eller åskväder som är extra intensivt. Den kännetecknas av att den har en långlivad och roterande uppvind, en så kallad mesocyklon. Superceller genererar i stort sett alltid våldsamt väder med kraftig åska, skyfall, starka fallvindar med lokala storm- och orkanbyar, stora hagel och tromber.
Det roterande vindmönstret i en supercell gör att de kalla neråtvindarna som följer med nederbörden inte kväver den varma uppvinden, vilket ofta sker ganska snabbt i vanliga åskceller. Fallvindarna och nederbörden koncentreras på ena sidan av cellen i ett krokformat område och tillåter mer varm luft att sugas in från den andra sidan  Så i stället för att konkurrera om utrymmet, så gynnar upp och neråtvindarna varandra på ett symbiotiskt sätt och fungerar lite som ett frontsystem i mikroformat.

## Typer av superceller
Det finns i sin tur tre olika typer av superceller: Classic (typisk), HP (high precipitation, mycket nederbörd) och LP (low precipitation, lite nederbörd) . 
Storleken på en enskild supercell varierar från ett par kilometer upp till som mest cirka tre mil. Superceller kan förekomma som isolerade åskväder, men kan också finnas med i stora sammanhängande kluster av många åskceller, så kallade MCS (mesoscale convective systems, eller multicellsystem). Dessa kan täcka en yta på mer än tio mil i diameter

## Geografisk förekomst
Superceller förekommer till största delen i tempererade och subtropiska klimatzoner. Talrikast förekommande är de inom det så kallade tornadobältet i USA, som sträcker sig från sydstaterna och upp över mellanvästern. Det är just superceller som är skyldiga till de allra flesta tornador som drar fram där. De geografiska betingelserna i området gör att varm fuktig luft från mexikanska golfen stöter ihop med varm och torr luft från Arizonaöknen och kall polarluft norrifrån. Denna krock av luftmassor leder till att extrem instabilitet i atmosfären kan uppstå.
Men det är inte bara i USA som superceller förekommer. De kan bildas var som helst om förhållandena är de rätta, och de förekommer även i Sverige. Trots att det är i USA de är mest omtalade, så var det i England som man först började göra studier på superceller. Supercellen tillhör de mindre vanliga av alla typer åskväder och detta gäller även i tornadobältet.

## Gynnsamma förutsättningar
Gynnsamma förhållanden för att superceller ska bildas är:
- Stora mängder tillgänglig energi i de lägre luftskikten i form av fukt och värme.
- Stor instabilitet, det vill säga att temperaturen sjunker snabbt med höjden.
- Ett tunt skikt av stabil luft, som till en början håller den varma och fuktiga luften i de låga nivåerna åtskild från den kalla luften högre upp, vilket skärper kontrasterna mellan höga och låga höjder.
- Snabbt ökande vindstyrka med höjden och en kraftig jetström högst upp.
- Stor vindskjuvning, det vill säga olika vindriktningar på olika höjder.

## Galleri

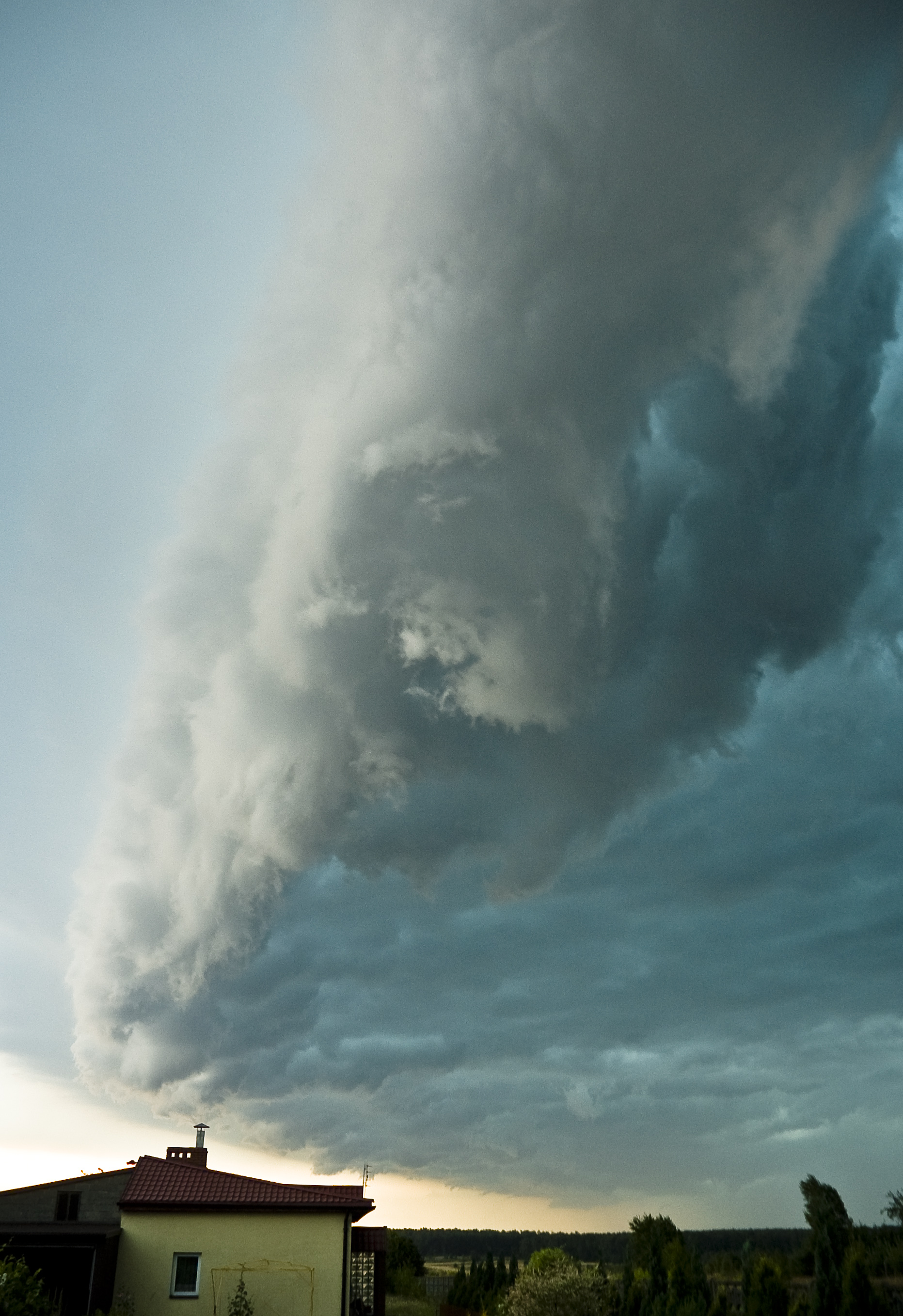
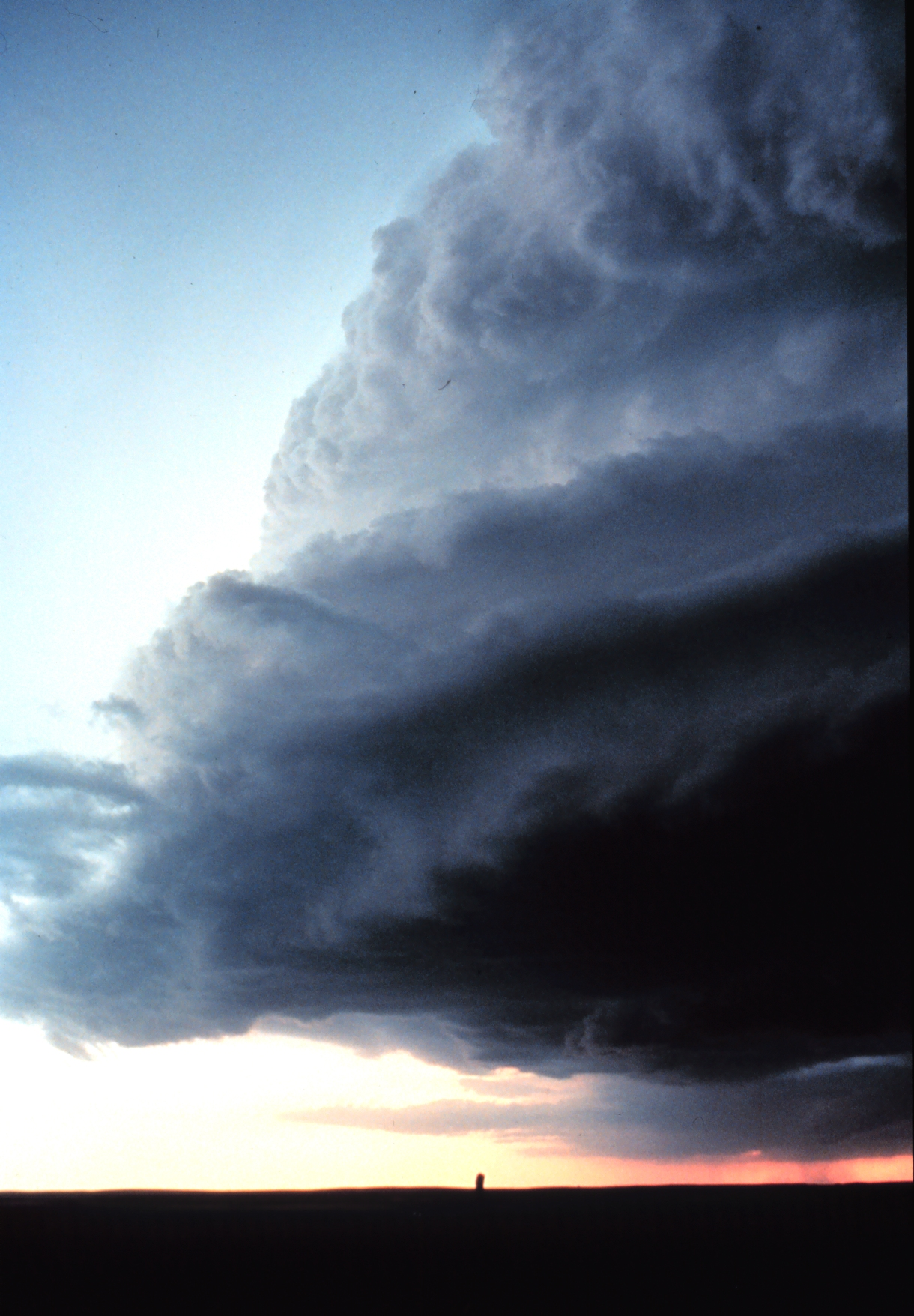
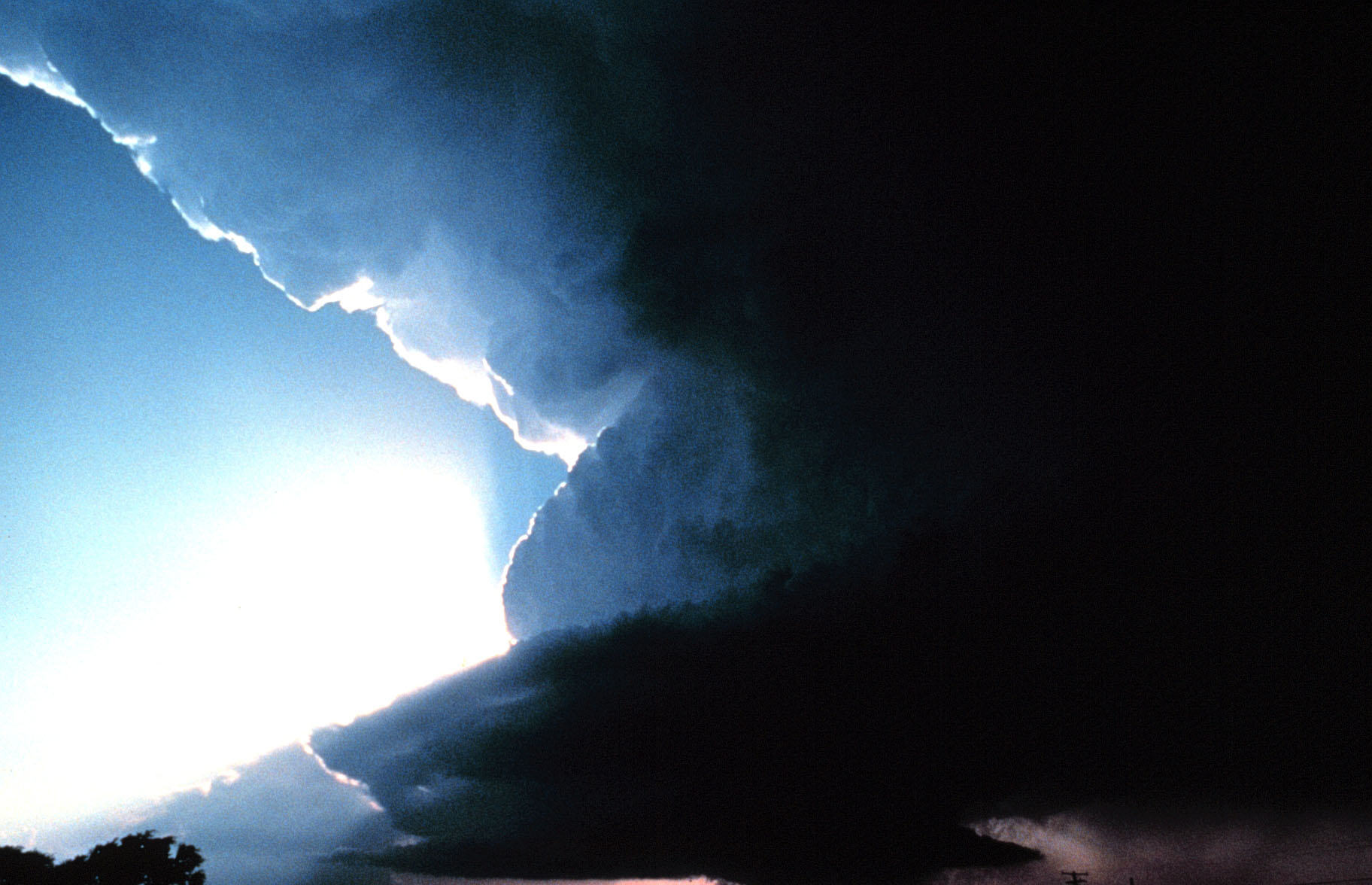
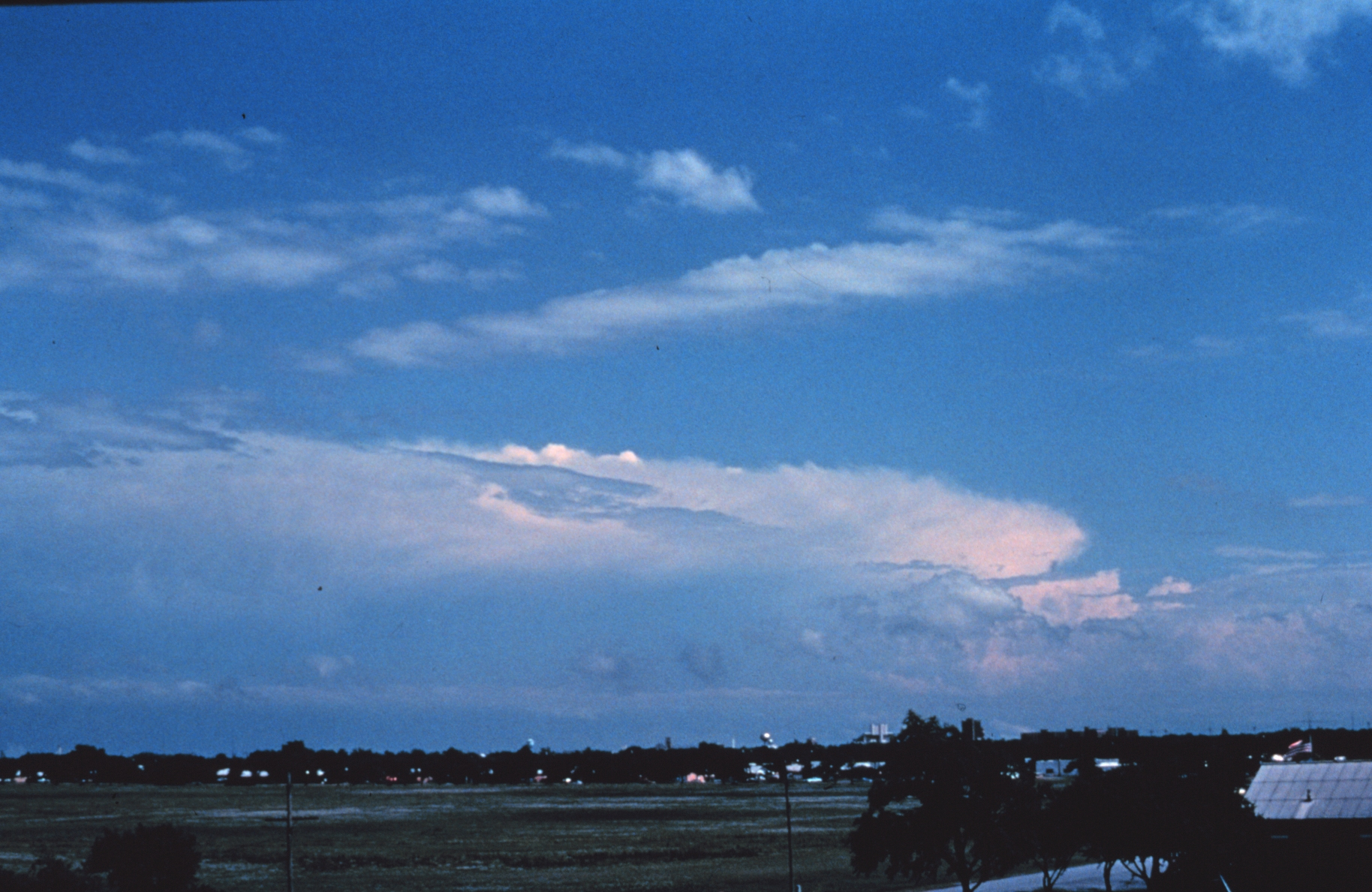
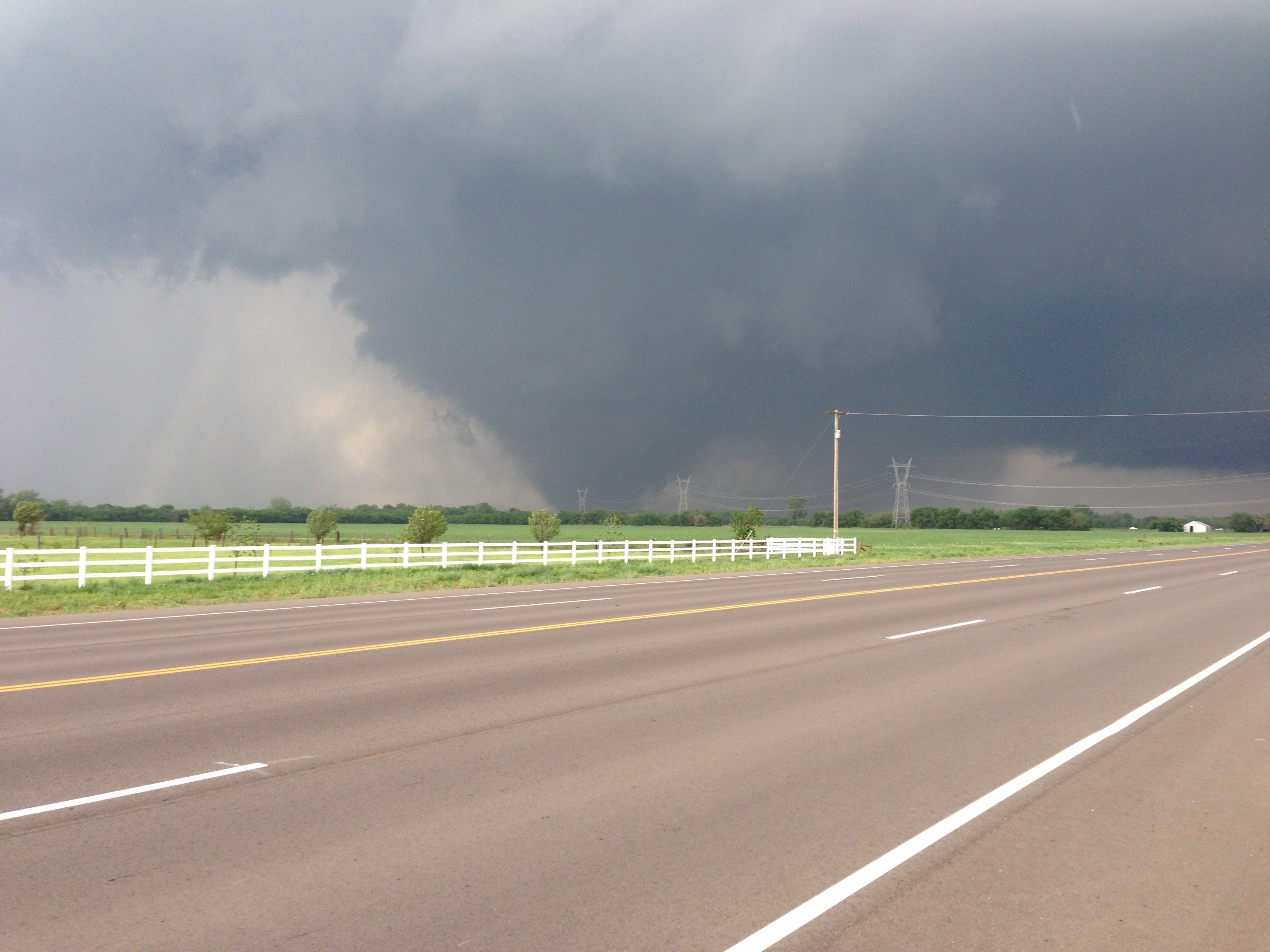